# Entente sportive thaonnaise
Maillots
Actualités
Dernière mise à jour : 27 janvier 2025.
L'Entente sportive thaonnaise, abrégée en ES thaonnaise ou ES Thaon, est un club de football français fondé en 1920 et situé à Thaon-les-Vosges dans les Vosges.
Fondé en 1920, l'ES Thaon est relié au club omnisport du même nom. Le club évolue en National 3 lors de la saison 2024-2025.

## Historique
- 1951 : Première performance notable en Coupe de France.
- 2002 : Champion de Lorraine, première montée en CFA 2.
- 2011 : Champion de Lorraine pour la deuxième fois.
- 2017 : Vainqueur de la Coupe de Lorraine.
- 2018 : Champion de Régional 1.
- 2022 : Premier 1/16ème de finale de Coupe de France.
- 2023 : Deuxième 1/16ème de finale de Coupe de France.

### Fondation et exploits en Coupe de France (1920-2001)
Le club est fondé en 1920 et rejoint rapidement la section omnisport de la ville de Thaon-les-Vosges.
L'ES Thaon est un club modeste dans le département des Vosges, en Lorraine, où les clubs de football professionnels se font rares, excepté avec le SA Spinalien et le SRD Saint-Dié, les deux seuls clubs vosgiens qui connaîtront la Division 2 dans l'histoire du football vosgien. Le club évolue donc majoritairement en Division d'Honneur ou dans les différentes divisions régionales inférieurs jusqu'en 2002.
La première performance majeur du club est en Coupe de France lors de la saison 1950-1951 où Thaon élimine au 1er tour le SR Dellois sur le score de trois buts à zéro et se retrouve face au RC Strasbourg en 16ème de finale, futur vainqueur de la compétition, sortant la tête haute sur le score de deux buts à un pour les alsaciens.
Il faut attendre la saison 2000-2001 pour revoir l'ES Thaon sur le devant de la scène ; alors en Division d'Honneur, se hisse pour la deuxième fois de son histoire en 32es de finale de la Coupe de France et y rencontre le club prestigieux de l'Olympique de Marseille. Devant 8 000 personnes, le match se joue au Stade de La Colombière à Épinal, le stade Robert Sayer n'étant pas homologué pour accueillir les professionnels marseillais. Dans un froid glacial, l'Olympique de Marseille remporte ce match quatre buts à zéro.

### Premier passage au niveau national (2002-2005)
Le 29 mai 2002, l'ES Thaon est officiellement champion de Division d'Honneur pour la première fois de son histoire et accède par la même occasion pour la première fois au niveau national, en CFA 2. La saison 2002-2003 est l'une des meilleures dans l'histoire du club avec une troisième place derrière le SC Schiltigheim et le Jura Sud Foot, ce dernier ayant le même nombre de points que Thaon, mais possédant une meilleure différence de buts. La saison suivante, Thaon termine à une honorable septième place avant de s'écrouler et de terminer dernier du groupe B de CFA 2 à l'issue de la saison 2004-2005.

### L'ascenseur (2006 - 2017)
Lors de la saison 2006-2007, l'ES Thaon rencontre en 64es de finale de la Coupe de France le FC Gueugnon, alors club de Ligue 2. 2 500 personnes voient les Thaonnais pousser les professionnels aux prolongations, ces derniers évitent la séance des tirs au but en inscrivant deux buts lors des arrêts de jeu (1-3). La même saison, Thaon termine deuxième de Division d'Honneur et accède une nouvelle fois au CFA 2. Après deux saisons dans le fond de classement, l'ES Thaon retourne au niveau régional à l'issue de la saison 2008-2009.
Lors de la saison 2010-2011, l'ES Thaon obtient le deuxième trophée de son histoire en terminant champion de Division d'Honneur et accède une nouvelle fois au CFA 2, niveau durant lequel le club restera pendant cinq saisons consécutives. Lors de l'édition 2012-2013 de la Coupe de France, Thaon atteint les 32èmes de finales de la compétition après avoir éliminé le FC Dijon Parc (DH) et le FCSR Haguenau (DH). Thaon affronte le FC Sochaux-Montbéliard, alors en Ligue 1, qui remporte le match sur la plus petite de marges, un but à zéro, face à des Thaonnais courageux. Lors de la saison 2016-2017, l'ES Thaon remporte pour la première fois de son histoire la Coupe de Lorraine en battant le FC Lunéville en finale sur le score de un but à zéro.

### Stabilisation au niveau national (depuis 2018)
Lors de la saison 2017-2018, l'ES Thaon remporte le championnat de Régional 1 et monte officiellement en National 3 (ex-CFA 2). Lors de la saison 2021-2022, l'ES Thaon se qualifie pour les 16es de finale de la Coupe de France en éliminant l'AS Beauvais-Oise aux tirs au but et quitte la compétition par la grande porte face au Stade de Reims au tour suivant, sur le score de un but à zéro. En 2022-2023, l'ES Thaon se qualifie pour les 16es de finale de la Coupe de France en éliminant l'Amiens SC, 3 divisions au-dessus de lui, aux tirs au but. Au tour suivant, les Thaonnais réalisent une nouvelle fois un grand match mais se font éliminés par le FC Nantes aux tirs au but.
En Coupe de France, lors de l'édition 2024-2025, l'ES Thaon élimine l'Amiens SC en 32e de finale à domicile, deux ans après le même exploit. En 16e de finale, Thaon affronte le RC Strasbourg-Alsace en s'inclinant lors de la séance de tirs au but après un match héroïque des vosgiens (2-2 puis 5-4 tab).

## Identité du club

### Logos
L'écusson actuel du club représente en son centre "La Rotonde" véritable emblème de la ville de Thaon-les-Vosges disposant d'un théâtre de 864 places. Au centre de cette dernière, on y retrouve un footballeur. En haut du logo, les initiales du club sont suivies du mot "football". Enfin, en bas, on y retrouve le nom de la ville de Thaon-les-Vosges.

## Palmarès
Le tableau suivant récapitule les performances de l'ES Thaon dans les différentes compétitions officielles françaises.
| Compétitions nationales                                                            | Compétitions régionales |
| ---------------------------------------------------------------------------------- | --- |
| - Coupe de France - Meilleure performance : 1/16e de finale en 2022, 2023 et 2025. | - Régional 1 - Champion : 2018. - Championnat de Lorraine (2) - Champion : 2002 et 2011. - Coupe de Lorraine - Vainqueur : 2017. |

## Personnalités du club

### Entraîneurs
- 2000-2004 :  Bruno Ferry
- 2004-2005 :  Dominique Lesse
- 2005-2010 :  Pierre Etienne-Verrier
- 2010-déc. 2011 :  Michel Swistek
- Déc. 2011-2014 :  Farid Touileb
- 2014-déc. 2015 :  Julien Kipfer
- Déc. 2015-2017 :  Farid Touileb
- 2017- :  Romain Chouleur

## Rivalités
L'ES Thaon entretient une rivalité avec un autre club amateur des Vosges qui évolue quasiment systématiquement dans le même championnat que le club depuis la saison 2015-2016, l'US Raon l'Étape. Les deux clubs se partagent le même bassin de supporters, ce derby est le plus important dans les Vosges depuis le déclin et la disparition du SR Saint-Dié qui entretenait le derby vosgien avec le SAS Épinal.
Le bilan est extrêmement équilibré avec cinq victoires des deux côtés et trois matchs nuls en attendant les deux rencontres en National 3 de la saison 2024-2025.
| Saison    | Championnat | Rencontre  | Rés. | Date              | Buteur(s) pour Raon                             | Buteur(s) pour Thaon                                        | Spectateurs |
| --------- | ----------- | ---------- | ---- | ----------------- | ----------------------------------------------- | ----------------------------------------------------------- | ----------- |
| 2015-2016 | CFA 2       | Thaon-Raon | 3-2  | 16 décembre 2015  | Rother (58e), Bassilekin (71e)                  | Comara (16e), Fousse (39e), Caromel (51e)                   | ?           |
| 2015-2016 | CFA 2       | Raon-Thaon | 4-0  | 16 avril 2016     | Charoy (7e), (60e), (67e), Téti (45e)           | -                                                           | ?           |
| 2018-2019 | National 3  | Thaon-Raon | 3-1  | 29 août 2018      | Hassidou (33e)                                  | Comara (13e), Didierjean (72e), Lecoanet (77e)              | ?           |
| 2018-2019 | National 3  | Raon-Thaon | 3-1  | 18 mai 2019       | Hassidou (49e), Josephau (54e), Merbah (59e)    | Comara (38e)                                                | ?           |
| 2019-2020 | National 3  | Raon-Thaon | 1-0  | 11 septembre 2019 | Duminy (6e)                                     | -                                                           | ?           |
| 2019-2020 | National 3  | Thaon-Raon | 1-0  | 25 janvier 2020   | -                                               | Focki (34e)                                                 | 253         |
| 2020-2021 | National 3  | Raon-Thaon | 0-0  | 16 septembre 2020 | -                                               | -                                                           | 276         |
| 2021-2022 | National 3  | Thaon-Raon | 1-4  | 8 septembre 2021  | Duminy (6e), Hassidou (33e), (76e), Samba (56e) | Colin (15e)                                                 | 500         |
| 2021-2022 | National 3  | Raon-Thaon | 1-1  | 12 février 2022   | Duminy (48e)                                    | Uhlrich (28e)                                               | ?           |
| 2022-2023 | National 3  | Thaon-Raon | 4-0  | 3 décembre 2022   | -                                               | Lecoanet (36e), Michelutti (45e), Condi (62e), Comara (77e) | ?           |
| 2022-2023 | National 3  | Raon-Thaon | 2-3  | 6 mai 2023        | Adinany (18e), N'Guessan (45e)                  | Comara (27e), Abdallah (38e), Gazagnes (61e)                | ?           |
| 2023-2024 | National 3  | Thaon-Raon | 0-0  | 11 novembre 2023  | -                                               | -                                                           | 247         |
| 2023-2024 | National 3  | Raon-Thaon | 1-0  | 23 mars 2024      | Abdallah (12e)                                  | -                                                           | 379         |